# عبد الله مسعود (ممثل)
عبد الله مسعود ممثل وكاتب إماراتي عمل في المسرح منذ العام 1989 وله العديد من الاسهامات المتنوعة في المسرح والإذاعة والتلفزيون، كما وكتب عدة نصوص مسرحية وقدمت على خشبة المسرح. كرمه ملتقى القاهرة الدولي للمسرح الجامعي.

## أعماله الفنية

### المسرحيات
- أبحر في العينين (مسرحية)
- أنا والعذاب وهواك (مسرحية)
- أنا وحدي (مسرحية)
- الحفار (مسرحية)
- العارضة (مسرحية)
- الفلاح الطيب (مسرحية)
- اليازرة (مسرحية)
- بحسن نية (مسرحية)
- مسرحية الحفار
- خفايا جبال (مسرحية)
- رحلة المعرفة (مسرحية)
- شراع السموم (مسرحية)
- فانوس (مسرحية)
- مرثية الوتر الخامس (مسرحية)
- نهار ساخن (مسرحية)
- يا ليل ما أطولك (مسرحية)

### المسلسلات التلفزيونية
- غمز البارود
- القياضة (جزئين)
- يا مالكا قلبي
- أوراق الحب (جزئين)
- ريح الشمال
- وديمة
- نوح الحمام
- الجيران
- حاير طاير

### في السينما
- ساير الجنة